# Sai Wan Shan
Sai Wan Shan (kinesiska: 西灣山, 西湾山) är ett berg i Hongkong (Kina). Det ligger i den nordöstra delen av Hongkong. Toppen på Sai Wan Shan är 303 meter över havet, eller 207 meter över den omgivande terrängen. Bredden vid basen är 2,8 km. Sai Wan Shan ligger vid sjön High Island Reservoir.
Terrängen runt Sai Wan Shan är kuperad åt nordväst, men åt sydost är den platt. Havet är nära Sai Wan Shan åt sydost.  Närmaste större samhälle är Sai Kung, 11,4 km väster om Sai Wan Shan. 